# Vâlcele, Buzău
Vâlcele este un sat în comuna Ulmeni din județul Buzău, Muntenia, România. Se află în vestul județului, la poalele dealurilor Istriței.